# 石忠武
石忠武（1958年—）籍贯不详，中国人民解放军少将。

## 生平
石忠武曾任原中国人民解放军副总参谋长吴铨叙上将的秘书。后来任中国人民解放军总参谋部军训和兵种部合同战术训练局局长，任内曾担任“确山—2006”演习副总导演，因频繁给参演官兵“使绊”、出难题，被参演官兵们送了个绰号“石黑手”。
2009年5月，石忠武任中国人民解放军工程兵指挥学院院长。2011年7月，任中国人民解放军石家庄陆军指挥学院院长，任内担任“联教—2012·确山”联合演练总导演。2016年5月，石忠武佩戴陆军臂章亮相中国中央电视台《军事报道》栏目，显示此前隶属中国人民解放军总参谋部的石家庄陆军指挥学院已转隶中国人民解放军陆军。2016年8月，石忠武在《解放军报》发表文章《贴近实战关键要贴近对手》。2017年，石忠武任新调整组建的中国人民解放军国防大学副校长。
2010年7月晋升少将军衔。